# Sabian
Эта статья, по большей части, является переводом аналогичной статьи английского раздела Википедии.
Сэ́биан (во франц. произношении — Сабья́н, в армянском "Сэбиян") — канадский и армянский производитель музыкальных инструментов — тарелок. Является одним из ведущих мировых производителей тарелок, наряду с Зилджан, Пайсти и Майнл.

## История
Роберт Зилджян был сыном Аветиса Зилджяна-третьего, главы компании Avedis Zildjian. Согласно семейной традиции глава компании должен был передать управление старшему сыну — Арману. После смерти Аветиса Зилджяна-третьего в 1979 году. Арман, бывший к тому времени президентом Zildjian, стал председателем правления. Развязалась семейная вражда, что привело к правовому конфликту между братьями Робертом и Арманом. В результате Роберт покинул Zildjian и в 1981 г. в местечке Медуктик, провинция Нью-Брансуик, Канада, основал конкурирующую компанию Сэбиан. Противостояние сохраняется по сей день, и обе компании входят в число мировых лидеров по выпуску тарелок.
Роберту досталась канадская фабрика, производившая серию Zildjian «K» (к тому времени всё производство в Турции было свёрнуто). Между Арманом и Робертом разгорелся спор о том, где должна производиться серия «Кей». Как президент компании Zildjian, Арман настоял на том, что «Кей» должны выпускаться в Соединённых Штатах при участии знаменитых барабанщиков Элвина Джонса и Тони Уильямса.
По достигнутому соглашению Роберт отказался использовать название «Zildjian» и утверждать, что его тарелки были идентичны  тарелкам Zildjian. Говорят, что наиболее характерное отличие тарелок Zildjian состоит в более тепло и мягко звучащем сплаве, в то время как сплав, используемый Сэбиан, содержит больше олова, однако это — вымысел. Сплав тарелок профессионального уровня, выпускаемых обеими компаниями, содержит 80% меди, 20% олова и следы серебра. Также утверждают, что тарелки этих производителей довольно легко различить, так как Сэбиан более толстые для указанного веса и имеют более долгий сустейн, нежели эквиваленты Zildjian (за некоторыми исключениями), тогда как Zildjian склонны к более быстрой атаке и более мягкому звучанию. Все эти мнения сходятся на том, что различия зависят от конкретной модели тарелок.
Роберт Зилджян составил слово «Сэбиан» из первых букв имён своих трёх детей — Салли, Билла и Энди (Традиционное армянское окончание «ЯН» искажается в русском языке на ан, настоящее название Сабиян). Первыми сериями тарелок стали выпускаемые из обычной колокольной бронзы «HH» и «AA», сокращённо от «hand-hammered» (англ. ручная ковка) и «automated anvil» (англ. машинная ковка). В настоящий момент президентом Сэбиан является младший член семьи — Энди Зильджян.
В 1998 году компания SABIAN приостановила основное производство, мобилизовав все ресурсы для реализации специального проекта — создания Signature Radia Series для барабанщика Терри Боззио. В течение двух недель интенсивной работы в закрытой лаборатории Боззио совместно со своим звукоинженером и специалистами отдела исследований и разработок SABIAN Нортом Харгроувом и Марком Лавом создали 20 уникальных тарелок, продемонстрировав пример эффективной междисциплинарной коллаборации. Данный эпизод стал знаковым в истории музыкальной индустрии, подчеркнув возможности ускоренного создания эксклюзивных инструментов при концентрации экспертных компетенций.
В 2019 году компания Sabian представила свой новый логотип, он стал более брутальным и "помолодевшим". На своем стенде на NAMM Show 2019 бренд представил новые тарелки двух серий: FRX и Crescent.